# کریستین ریبیرو
کریستین ریبیرو (انگلیسی: Christian Ribeiro؛ زادهٔ ۱۴ دسامبر ۱۹۸۹) بازیکن فوتبال اهل بریتانیا است.
از باشگاه‌هایی که در آن بازی کرده‌است می‌توان به باشگاه فوتبال اکستر سیتی، باشگاه فوتبال کولچستر یونایتد، باشگاه فوتبال اسکانتورپ یونایتد، باشگاه فوتبال استوک‌پورت کانتی، باشگاه فوتبال کارلایل یونایتد، و باشگاه فوتبال بریستول سیتی اشاره کرد.